# Nalu
Das Nalu (oder Nalou) ist eine von Aussterben bedrohte westatlantische Sprache, die vom Volk der Nalu in Guinea und in Guinea-Bissau gesprochen wird.
Sie zählt zur nördlichen Gruppe der westatlantischen Sprachen innerhalb der Niger-Kongo-Sprachfamilie. 
Es ist, entsprechend den Kriterien der UNESCO, eine Sprache in Gefahr.